# Nervous cabaret
Nervous Cabaret est un groupe New yorkais (de Brooklyn) dont le premier album est sorti en fin d'année 2005.

## Composition du groupe
1. Elyas Khan - Vocals, Guitar, Bass, Electronics
2. Fred Wright - Cornet, Recorder
3. Brian Geltner - Drums, Percussion, Organ
4. Greg Wieczorek - Drums, Percussion
5. Don Undeen - Baritone Saxophone, Clarine
6. Sam Kulik - Trombone

## Discographie
- Nervous Cabaret - 2005
- Drop Drop - 2007